# Вершаут
Вершаут — річка у центрі Європейської частини Росії, протікає територією Пензенської (Лопатинський район) та Саратовської області (Петровський район), ліва притока річки Узи. 

## Опис
Належить Вершаут до водного басейну річки Волги → Каспійського моря.  
Гирло річки знаходиться за 104 км від гирла, по лівому березі, річки Узи.
Річка Вершаут згадується у відмовних книгах Пензенського повіту за 1688 рік.

## Гідронім
Назва походить від місцевості: вірьсе — «у лісі», ут — «глиб, нетрі» мокшанською мовою. Ймовірно, в минулому була лісовою річкою.

## Дані водного реєстру
За даними державного водного реєстру Росії річка відноситься до верхньоволзького басейнового округу, водогосподарської ділянки річки Сури від витоку до Сурського гідровузла, річковий підбасейн річки Сура. 
Річковий басейн річки — Волга (Верхня) до Куйбишевського водосховища (без басейну Оки).
Код об'єкта в державному водному реєстрі Росії — 08010500112110000035703.